# Haby Niaré
Haby Niaré (n. 26 iunie 1993, Mantes-la-Jolie, Île-de-France, Franța) este o sportivă ce a reprezentat Franța, medaliată olimpică. A participat la o ediție a Jocurilor Olimpice (2016) în care a câștigat o medalie de argint.